# Orzinuovi
Orzinuovi – miejscowość i gmina we Włoszech, w regionie Lombardia, w prowincji Brescia.
Według danych na rok 2004 gminę zamieszkiwały 11 142 osoby, 232,1 os./km².
Z Orzinuovi pochodzi Vanessa Ferrari, włoska gimnastyczka, mistrzyni świata.